# Chunta Aragonesista
A Chunta Aragonesista (em espanhol: Unión Aragonesista, CHA) é um partido político da Espanha, mas de carácter regional, operando em Aragão. O partido define-se como nacionalista e social-democrata. 

## História
Foi fundado em 29 de junho de 1986, após a união de diversas associações culturais, sociais, pacifistas e nacionalistas aragonesas para criar um novo partido político.
Desde 8 de fevereiro de 2020, seu presidente é Joaquín Palacín Eltoro, e a secretária-geral é Isabel Lasobras.